# Цибър (остров)
Остров Цибър (или Ибиша) е български остров на река Дунав, разположен от 716 до 719 км по течението на реката в област Монтана, община Вълчедръм. Площта му е 0,9 km2, която му отрежда 23-то място по големина сред българските дунавски острови.
Островът се намира северно от Цибърската низина. Има удължена форма с дължина 3 км и максимална ширина от 0,55 км. От българския бряг го отделя канал с минимална ширина от 600 – 700 м, а от румънския – около 100 м. Най-голямата му надморска височина е 41 м, намира се в югоизточната му част и се издига на 3 – 4 м над нивото на реката. Изграден е от речни наноси, основно пясък и тиня, и е обрасъл с топола. При високи дунавски води ниските му части се заливат. На острова са организирани две защитени зони – защитена местност „Остров Цибър“ на северозапад и поддържан резерват „Ибиша“ на югоизток. В него гнездят редки птици, като бяла лопатарка (Platalea leucorodia), нощна чапла, малка бяла чапла, гривеста чапла, лопатарка, зелен кълвач, зеленоглава патица и др. На острова за първи път е установено гнезденето на стридояда (Haematopus ostralegus) по поречието на р. Дунав (през 1989 г.), както и гнездене на световно застрашения малък корморан (Phalacrocorax pygmaeus) и бялата лопатарка (Platalea leucorodia).